# Église Notre-Dame-de-l'Assomption de La Bastide-Clairence
L'église Notre-Dame-de-l'Assomption est située à La Bastide-Clairence, dans les Pyrénées-Atlantiques.

## Description
L'édifice est inscrit aux monuments historiques depuis 1996.
Consacrée en 1315 par l'évêque de Pampelune Arnaud de Puyana, l'église Notre-Dame-de-l'Assomption fut reconstruite en grande partie de 1776 à 1779. Faite de grès ferrugineux et de calcaire de Bidache, elle mesure 42 m de long pour 24 de large et son clocher s'élève à 20 m. L'église a accueilli les États généraux du Royaume de Navarre aux XVIIe et XVIIIe siècles, jusqu'en 1789. Pendant la Révolution, les armoiries de Navarre qui figuraient sur la façade sont martelées.
Elle possède un porche roman du XIVe siècle et une nef à trois tribunes. Son cimetière-préau, pavé de dalles funéraires, est unique en Pays basque. La voûte comporte 72 caissons sur lesquels figurent des blasons. La porte des Cagots se trouve sous l'escalier extérieur. Les trois grands tableaux du chœur représentent saint Jean-Baptiste, l'Assomption de la Vierge et saint Nicolas.

## Galerie d'images

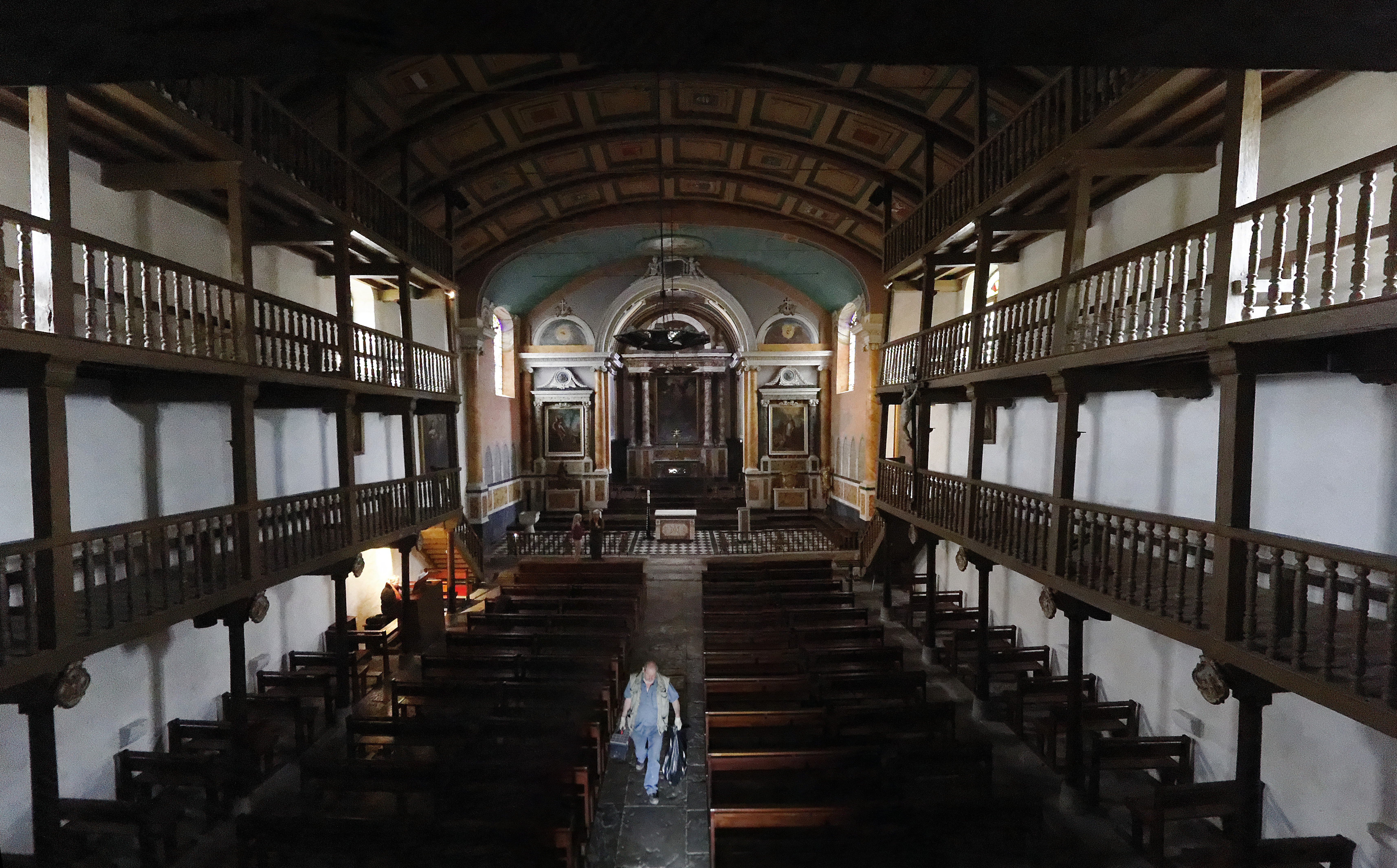
La nef et le chœur.
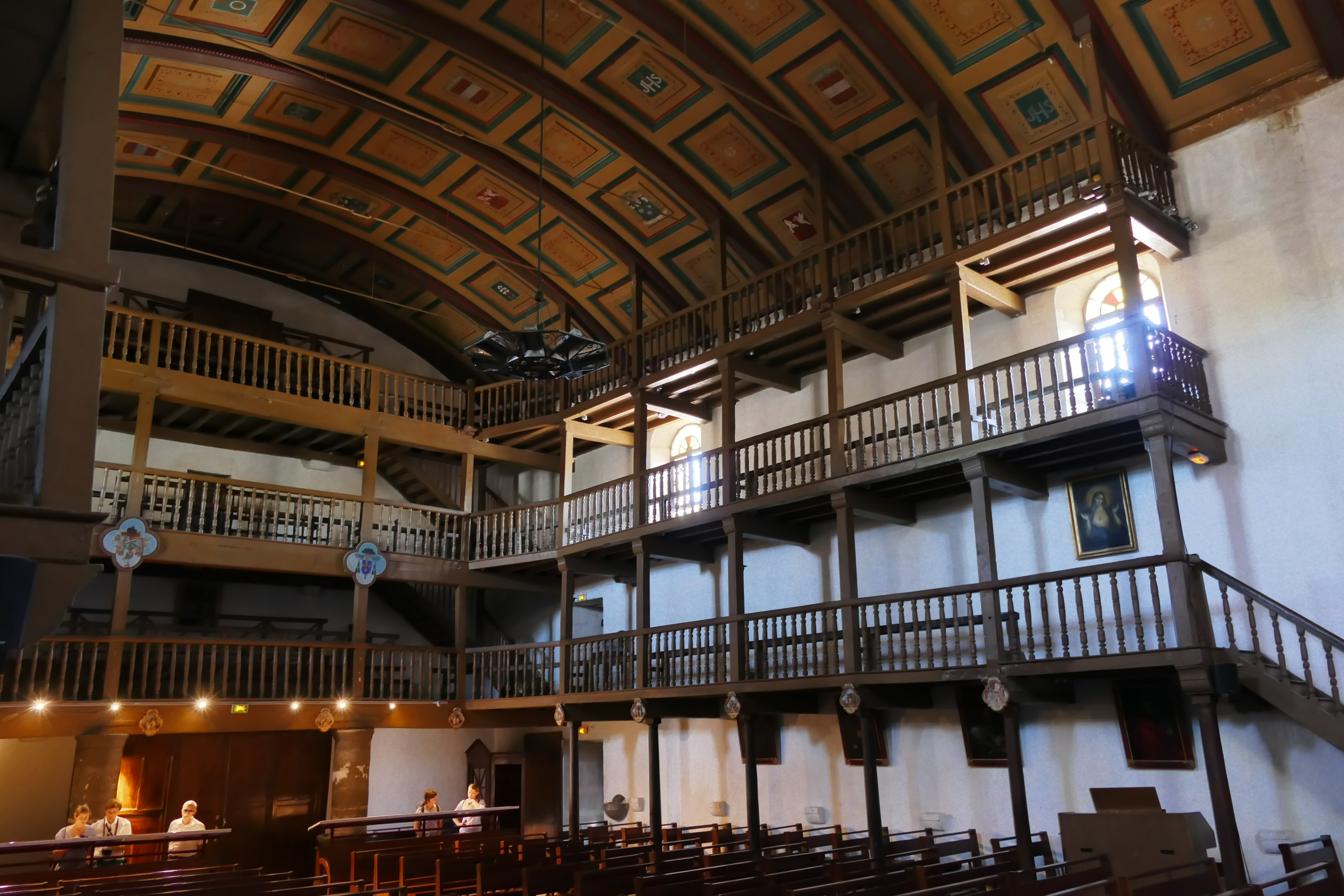
La tribune.
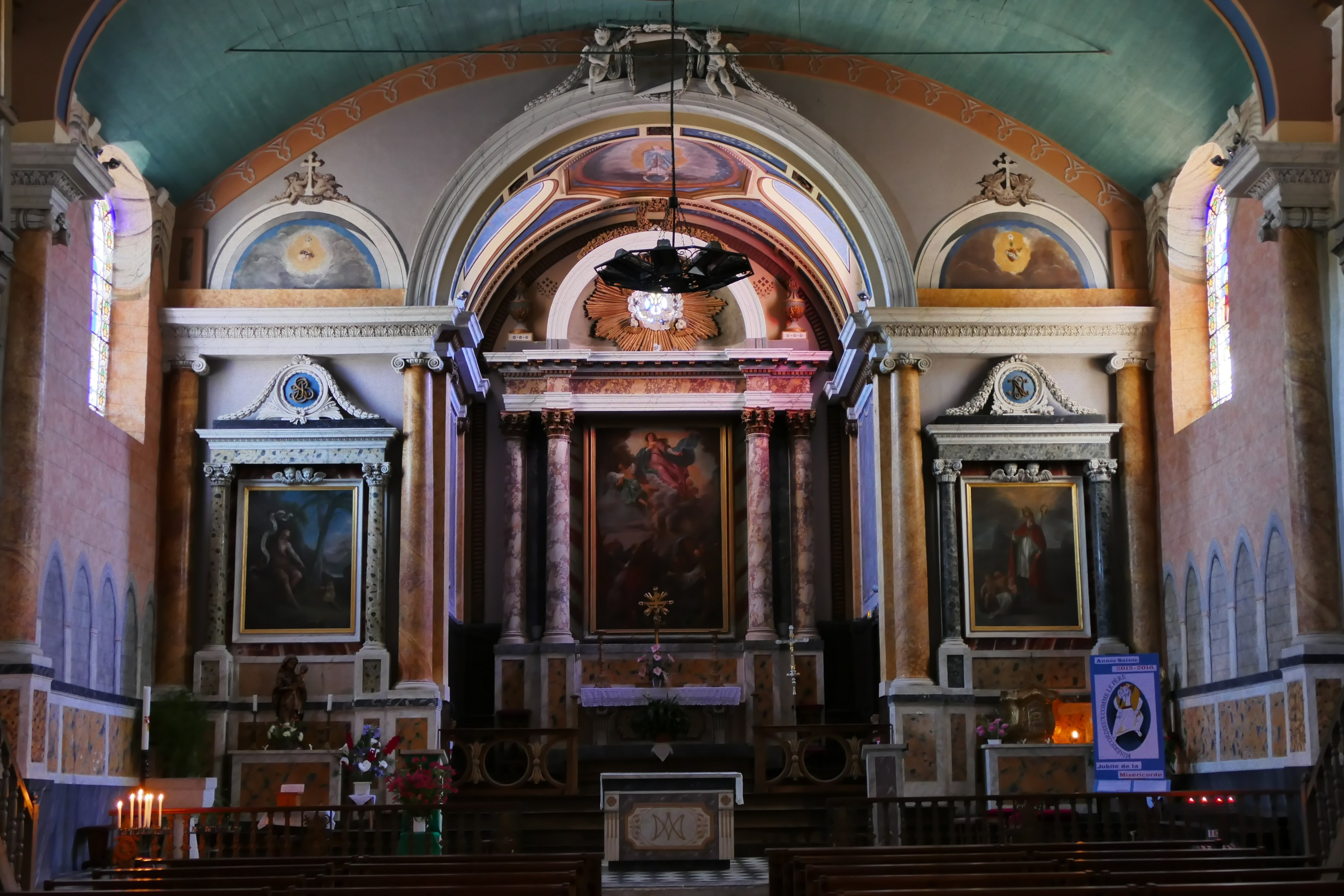
Le chœur.
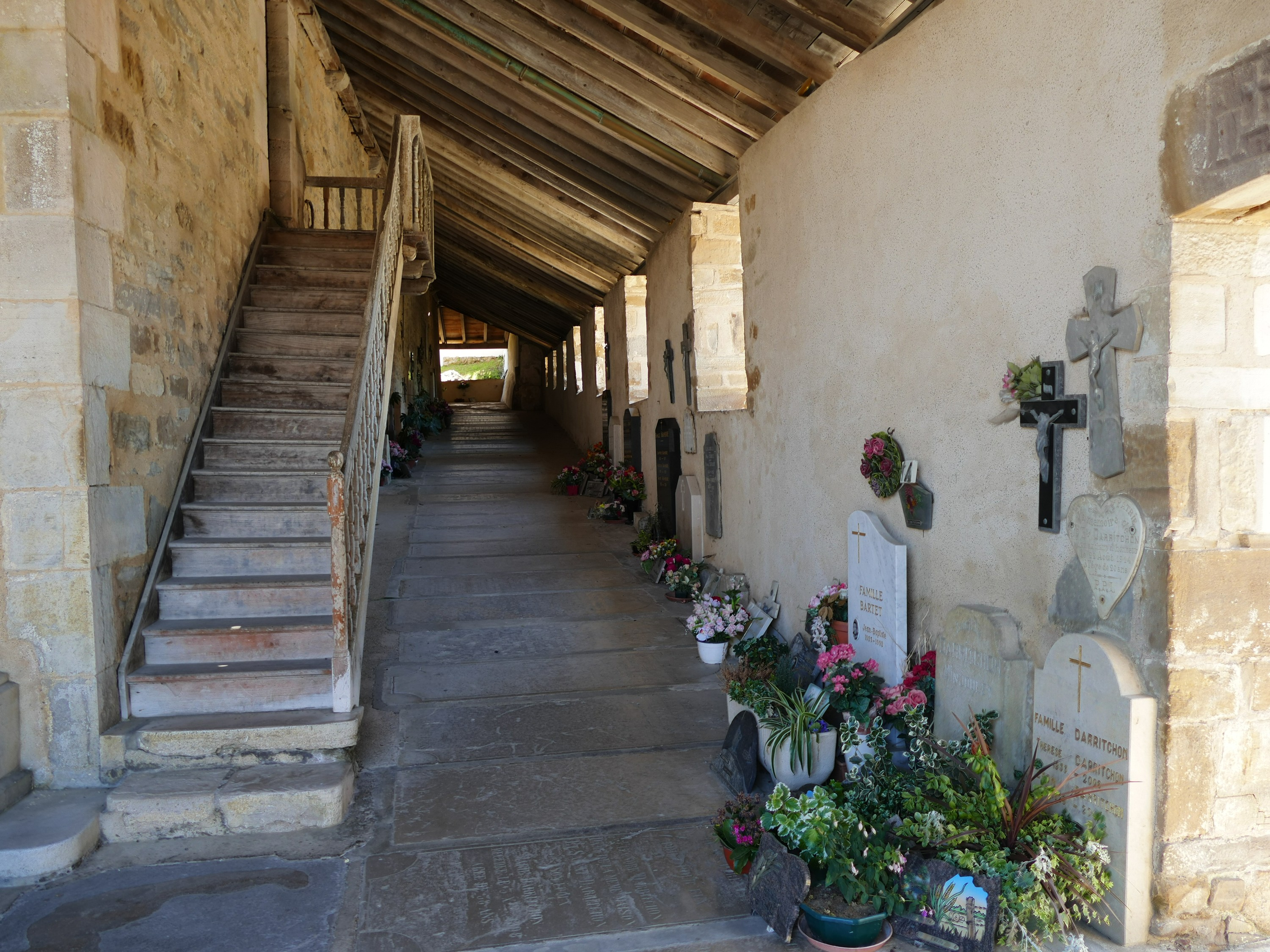
Le cimetière-préau.
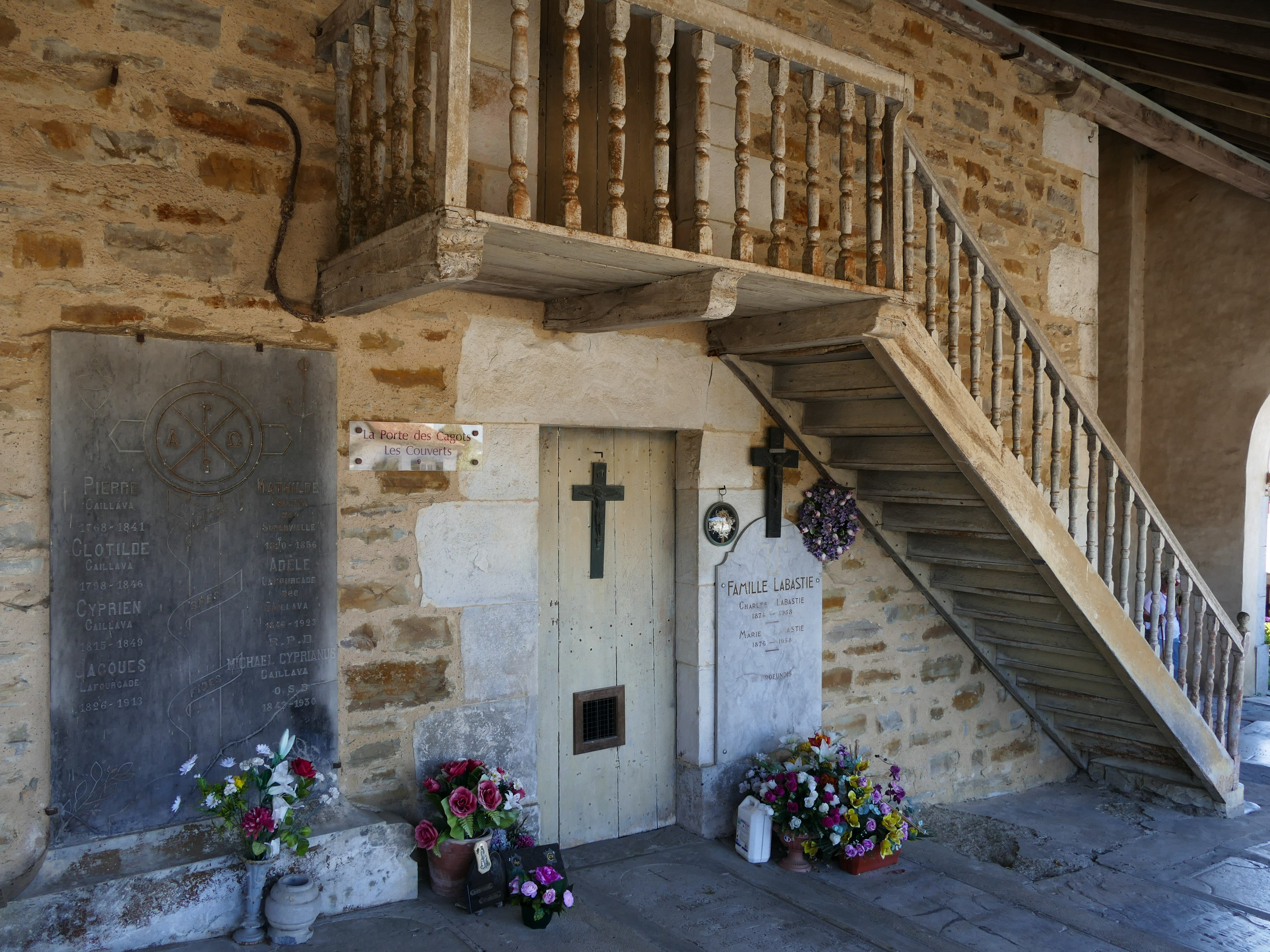
La porte des cagots.
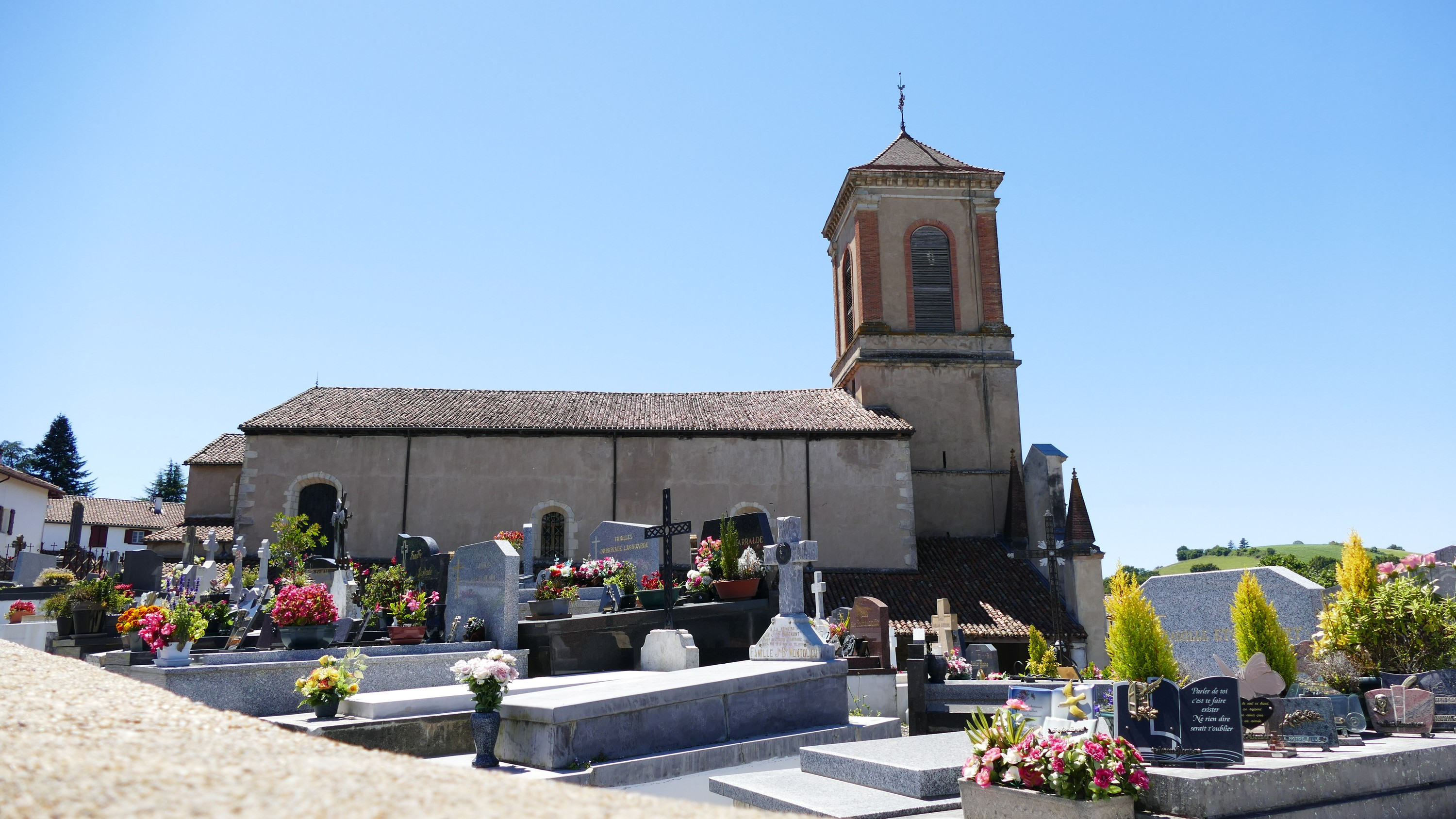
Vue latérale et cimetière.